# Neil Peart
Neil Ellwood Peart (Hamilton, Ontario, 1952. szeptember 12. – Santa Monica, Kalifornia, USA, 2020. január 7.) kanadai zenész, a Rush progresszívrock-együttes dobosaként és szövegírójaként vált ismertté. A modern rockdobolásra tett hatása megkérdőjelezhetetlen, zenei körökben a "Professzor"-nak hívják.
Peart Port Delhousie-ban, Ontarióban, átlagos családban nőtt fel, hétköznapi munkával. Álma az volt, hogy egyszer profi dobos legyen. Útkeresése közben először a legkülönbözőbb helyi kis zenekarokban játszott, majd később otthagyta a középiskolát, hogy zenei karrierjére koncentráljon, és hivatásos dobos legyen. A tengerentúlon, Angliában próbált szerencsét, de egy szerencsétlen munkája miatt elbátortalanodott, és hazautazott Torontóba, hogy csatlakozzon az épp dobost kereső Rushhoz, 1974 nyarán.
Karrierje kezdetén Peart játéka a hard rockban gyökeredzett, nagy hatással voltak rá a brit rock olyan dobosai mint Keith Moon (The Who), vagy John Bonham (Led Zeppelin). Később Peart stílusa változott, ahogy beleépítette a jazz, szving, és a big band stílusok jellemzőit is. Ebben az időben a kedvenc dobosai és példaképei közé tartozott Gene Krupa és Buddy Rich. A jazzdobolást annyira komolyan vette, hogy később a legendás Freddie Gruber (a Moeller-technika kifejlesztője) magántanítványa lett, és még a dobverő hagyományos tartására (bal kéz fordítva, jobbkezeseknél) is átállt, ami nem jellemző a rockdobolásra. Ebben az időben, hagyományos fogással és Moeller-technikával vette fel a Test for Echo című 1996-os Rush-albumot, de később visszatért a keményebb játékhoz.
Peart sok díjat kapott előadásaiért, ez betudható technikai jártasságának és kitartásának.
Neil Peart sikeres zenei karrierje mellett író, és szövegíró. Főleg útikönyvei ismertek, amiket motorkerékpáros túrái során átélt élményei ihlettek, ezek a The Masked Rider: Cycling in West Africa, Ghost Rider, Traveling Music: The Soundtrack of My Life and Times, Roadshow: Landscape With Drums és a A Concert Tour By Motorcycle.

## Élete

### Korai évek
Peart, szülei farmján született, Hagersville-ben, Hamilton külvárosában. Ő az első gyerek a négy közül, öccse, Danny, valamint húgai, Judy és Nancy akkor születtek, amikor szülei elköltöztek St. Catharinesbe; ekkor Peart kétéves volt. Apja a "Dalziel Equipment" mezőgazdasági beszállító cég menedzsere lett. 1956-ban, szülei Port Dalhousie külvárosába költöztek. Peart a Gracefield Schoolba járt iskolába, gyerekkorát boldogan töltötte, jó családi háttérrel. Kamaszkorának korai szakaszában kezdte érdekelni őt a zene, beszerzett egy tranzisztoros rádiót, amivel popcsatornákat fogott Torontóból, Hamiltonból, Wellandból, Ontarióból, és Buffalóból.
Első találkozása hangszerrel egy zongoralecke volt, és elmondása szerint nem hagyott nagy nyomott benne. Előszeretettel dobolt a házában található tárgyakon pálcikákkal, ezért a szülei vettek neki egy pár dobverőt 13. születésnapjára, és azt mondták neki, hogyha egy év múlva még érdekelni fogja őt a dobolás, akkor vesznek neki egy dobfelszerelést.
Első dobfelszerelését 14. születésnapjára kapta, majd leckéket vett Don George-tól, a Peninsula Conservatory of Musicnál. Színpadi debütálása már abban az évben megvolt, egy karácsonyi ünnepségen, a St. Johns Anglican Church Hallban, Port Dalhousie-ban. Következő szereplése a Lakeport High Schoolban volt, ezúttal saját zenekarával, a The Eternal Triangle-lel. Ezen az előadáson volt hallható egy saját szerzemény, az "LSD Forever", illetve először a dobszólója is.
Peart munkát szerzett a Lakeside Parkban, egy vásáron az Ontario-tónál, ami később inspirálta a Rush Caress of Steel albumán található azonos című számot. A buborékos és a labdás játéknál dolgozott, de később felmondott. Tinédzserévei végén több helyi zenekarban játszott mint például a Mumblin’ Sumpthin’, a Majority, és a JR Flood. Ezek a zenekarok garázsokban és pihenőhelyeken gyakoroltak, valamint templomi csarnokokban, középiskolákban, és rollerpályákon játszottak, Dél-Ontario környékén, például Mitchellben, Seaforthban, és Elmirában. Észak-Ontarióba is ellátogattak, Timminsben adtak koncertet. Kedd esténként pedig dzsemmeltek a Niagara Theatre Centre-ben.

### A Rush előtt
Tizennyolc éves korában, miután azért küzdött, hogy sikert érjen el Kanadában mint dobos, Peart Londonba utazott, hogy tovább építse karrierjét. Annak ellenére, hogy több zenekarban játszott és sessionmunkát is vállalt, meg kellett küzdenie a megélhetéséért, ezért munkát vállalt a "The Great Frog" ajándékboltban, a Carnaby Streeten.
Londonban olvasta először a novellista és objektivista Ayn Rand írásait. Rand írásai jelentős filozófiai hatást gyakoroltak Peartre. Rand filozófiája megtalálható Peart dalszövegeiben, például az "Anthem"-ben, az 1975-ös Fly By Night című albumról, és "2112"-ben a 2112 című albumról.
Tizennyolc hónap zsákutcába vezető koncertezés után, Peart kiábrándult abból, hogy előrébb haladjon a zeneiparban, ezért visszament Kanadába, de álmát nem adta fel. Visszatért St. Catharinesba, és apjával dolgozott a Dalziel Equipmentnél.

### Csatlakozás a Rushhoz
Kanadába való visszatérése után felkérték dobolni St. Catharines-i zenekarhoz, a Hushhoz; az együttes dél-ontariói bárokban játszott. Nem sokkal később meghallgatásra hívták a torontói Rushhoz, mert új dobost kerestek John Rutsey helyére. A meghallgatást Geddy Lee és Alex Lifeson felügyelte. Jövőbeni zenekartársai szerint érkezése kissé humoros volt, ugyanis rövidnadrágban jött, egy öreg, kopott kocsit vezetve, dobjait pedig kukákban tárolta. Peart szerint az egész meghallgatás egy katasztrófa volt. Míg Lee és Peart jól kijöttek egymással (hasonló volt az ízlésük a zene és a könyvek terén), addig Lifeson nem volt olyan jó véleménnyel róla. Némi vitát követően Lee meggyőzte Lifesont arról, hogy Peart mániákus brit stílusa a The Who dobosára, Keith Moonra emlékeztet, és hogy ők pont ilyen dobost kerestek.
Peart hivatalosan 1974. július 29-én lépett be a zenekarba, két héttel az amerikai turnéjuk előtt. Peart beszerzett Slingerland dobfelszerelést, amivel első koncertjén játszotta a zenekarral, Uriah Heepnek és Manfred Mann-nak nyitva 11000 ember előtt Civic Arenában, Pittsburghben, Pennsylvaniában, 1974. augusztus 14-én.

### Korai karrierje a Rush-sal
Peart hamar berendezkedett új pozíciójába, és hamarosan a zenekar fő dalszerzője lett. Mielőtt csatlakozott a Rushhoz, Peart írt néhány dalt, de korábbi zenekartársai nem mutattak különösebb érdeklődést a szövegírás iránt, ezért sok felhasználatlan van köztük.
Első felvétele a zenekarral a Fly By Night című album volt, amelyért Juno-díjat kaptak, s bár a következő albumra (Caress of Steel) a zenekar nagyobb reménnyel tekintett, mégis negatív kritikákat fogalmaztak meg róla a rajongók és a kritikusok. Válaszként a negatív kritikára, amelyek nagy része a lemez B oldalán található "The Fountain of Lamneth"-et célozta, Peart azt mondta, hogy vannak vonások benne a "2112" című számból, ami a következő 1976-ban kiadott albumuk címadó dala. Ez az album – annak ellenére, hogy közönyt váltott ki a lemezcégből – hozta meg az együttesnek az áttörést az Egyesült Államokban. Az albumot támogató turné csúcspontja egy három napon át tartó koncert, a Massey Hallban, Torontóban; ezen a turnén használta először a "Professzor dobszerkót".
Peart visszatért Angliába, a Rush nyugat-európai turnéjának keretében és a zenekar az Egyesült Királyságban is maradt egy ideig, hogy felvegye az 1977-ben megjelenő A Farewell to Kingst, a Rockfield Studiosban, Walesben. Később újra visszatérnek a Rockfield Studiosba, hogy felvegyék a Hemispherest, amit 1978-ban adtak ki. Az öt felvett stúdióalbum négy év alatt, több mint 300 koncertet eredményezett; Peart ezt az időszakot a "sötét alagútnak" nevezte a zenekar történetében.

### Családi tragédia és a folytatás
1992-ben, Buddy Rich lányának, Cathy Richnek a meghívására fellépett a "Buddy Rich Emlékkoncerten", New Yorkban. A fellépés után Peart a producer volt és játszott két Buddy Rich-tribute-albumon, a Burning for Buddy: A Tribute to the Music of Buddy Richen 1994-ben, majd 1997-ben, annak érdekében, hogy visszanyerje higgadtságát.
Később ugyanis a Rush Test For Echo turnéja után 1997. augusztus 10-én az első lánya, az akkor 19 éves Selena Taylor meghalt egy autóbalesetben. Peart felesége, Jacqueline Taylor pedig rákban halt meg, 1998. június 20-án. Peart azonban azt állítja, hogy a halál oka a "megtört szív", és "lassú öngyilkosság volt apátia miatt. Őt egyszerűen csak nem érdekelte".
Peart 2000. szeptember 9-én újra házasodott, Carrie Nuttall fotóssal.
2001 elején, Peart elmondta zenekartársainak, hogy készen áll egy új felvételre és a turnézásra. A zenekar "visszatérése" a 2002-es Vapor Trails volt. Az albumot népszerűsítő turné elején bejelentették, hogy Peart nem vesz részt a sajtóértekezleteken. Peart mindig megriadt az ilyen típusú találkozásoktól, és az akkori helyzetének tudatában a zenekar tagjai nem akarták, hogy az újságírók folyamatosan kérdésekkel "bombázzák" őt.
A Vapor Trails óta a Rush egy feldolgozás-EP-t, a Feedbacket, és egy stúdióalbumot, a Snakes & Arrowst adott ki; ezeket 2004-ben, 2007-ben, illetve 2008-ban népszerűsítették turnékkal.
A News, Weather, and Sports egy 2009 júniusi kiadásában Peart bejelentette, hogy Nuttall gyereket vár tőle. Peart és Nuttall első gyereke, Olivia Louise Peart 2009. augusztus 12-én született meg.
2010. október 17-én ért véget Santiagóban a dél-amerikai Time Machine Tour.

## Stílus és hatások
Peartöt a szakma és a rajongók is egyaránt a műfaj egyik legnagyobb dobosának tartják. Peartre az alábbi dobosok voltak hatással: John Bonham, Keith Moon, Michael Giles, Phil Collins, Steve Gadd, Billy Cobham, Buddy Rich, Bill Bruford, és Gene Krupa. A The Who volt az első zenekar, akik miatt elkezdett dalokat írni és dobolni. Peart játéka attól különbözik a "butt-end out"-tól, hogy az "irányt váltott" dobverő a nagyobb hatás és a rimshot kapacitására orientálódik.
Peart hosszú ideig kézhez illeszkedő markolással (dobverő tartásának egy formája, a rockdobosok fogják így a dobverőt) fogta a dobverőt, azonban átállt a tradicionálisra (a jazzdobosok tartják így) a 90-es évek közepén, stílusának megújítása érdekében; ekkoriban járt Freddie Gruberhez tanulni. Röviddel első oktató DVD-je, a Work in Progress leforgatása után, Peart visszaállt a kézhez illeszkedő dobverő markoláshoz, és csak a Test for Echo számainál és az olyan pillanatokban áll vissza a tradicionális markoláshoz, amikor a legmegfelelőbbnek érzi, például a pergődobos szakasznál a dobszólóiban. Erről részletesebben is beszél a Anatomy of Drum Solo című DVD-jében.

## Felszerelése

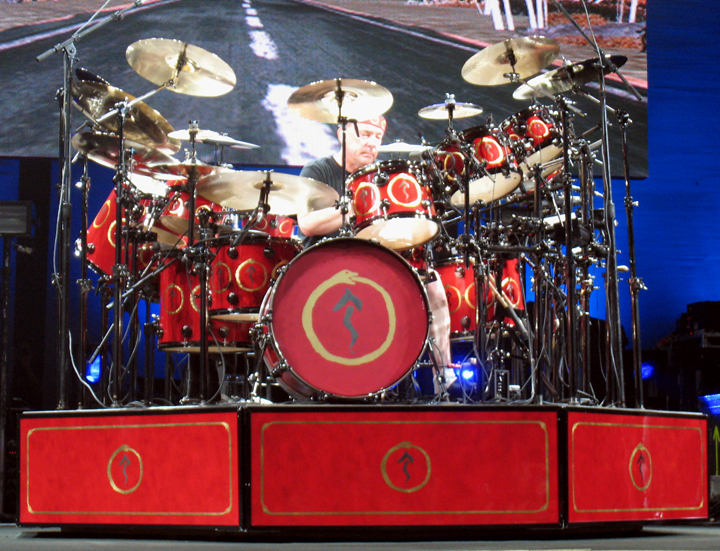
Neil Peart és a 360°-os dobfelszerelése.

A Rushban Peart a Slingerland, a Tama, a Ludwig és a Drum Workshop dobjain is játszott.
Peart Zildjian A-sorozatú cintányérokat használt, Wuhan kínai cintányérokkal. A 2000-es évek elején otthagyta a Zildjiant, és a Wuhant. Azóta egyedi, Sabian Paragon cintányérokat használ. A koncerteken 360°-os dobfelszerelést is használ, elektromos dobbal.

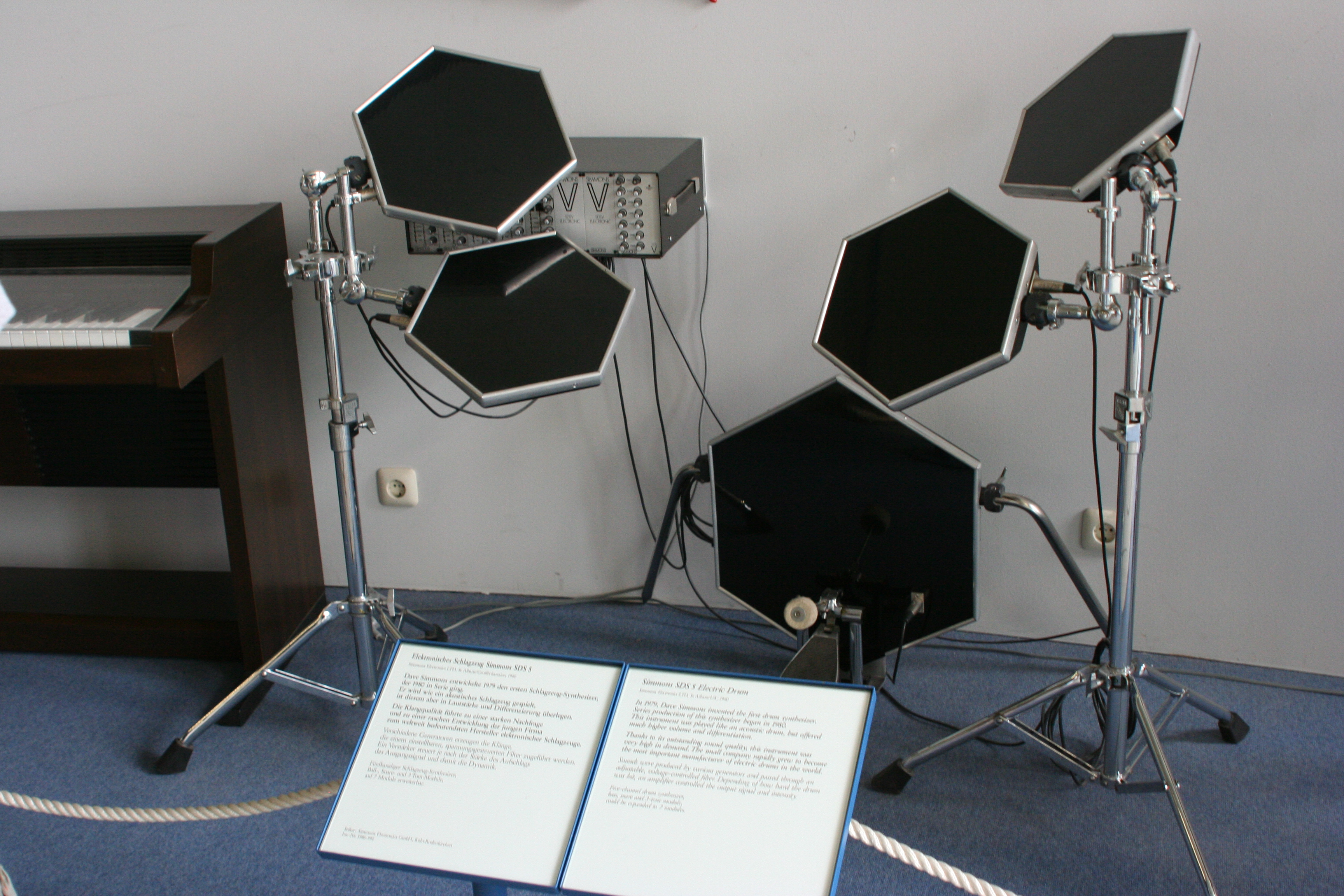
Neil Peart Simmons elektromos dobot használ az 1984-es Grace Under Pressure óta

Az 1970-es évek végén, Peart tovább bővítette dobfelszerelése repertoárját egy kolomppal, triangulummal, üstdobbal, gonggal és egyéb kellékekkel. Az 1980-as évek közepén lecserélte ezeket egy hangmodulra. Ez azért történt, hogy az akusztikus ütőhangszerek ne foglaljanak sok helyet a színpadon. Az 1984-es Grace Under Pressure óta elektromos dobot használ, digitális mintavevővel. Peart szólóira jellemző, hogy elsősorban az elektromos részét használja a felszerelésnek.
Peart egyik védjegye az emelkedő, forgó dobfelszerelés. A Rush élő műsorai közben forogva emelkedni kezd a dobfelszerelés, közben cserélgeti a felszereléseit: elöl az akusztikus dob, hátul az elektromos dob áll.

## Szólói
Peartöt gyakran tekintik a legjobbnak a koncertek dobszólóiban. Ismert a kiterjedt, bonyolult dobszólóiról, amelyekben furcsa ütemmutatók vannak, komplex rendszereket (néha teljesen elválasztja az alsó és felső végtagok dobmotívumait, például a "The Waltz"-ban), és egzotikus ütőhangszereket is. A szólói szerepelnek minden egyes koncertalbumon. A korai koncertalbumokon (All the World's a Stage és Exit...Stage Left) a dobszóló a dal része volt. Ezen a két albumon kívül minden további koncertalbumon külön szerepet kapott a dobszóló. Legutóbbi oktató-DVD-jén, az "Anatomy of a Drum Solo"-n azt mutatja be, miképp állít össze egy dobszólót.

## Dalszövegei
Peart a dobolás mellett más szerepet is betölt a Rushban: ő a dalszövegíró. Peart dalszövegeire nagy hatással volt az irodalom. A korai Rush-dalokban, amiknek a szövegét ő írta, találhatóak fantasy-, sci-fi-, mitológiai, és filozófiai hatások is. Mindazonáltal majdnem ugyanannyit foglalkozik valós vagy személyi kérdésekkel is, mint például az élet, vagy a serdülőkor problémái.
A "2112" című dalban az egyén, a totalitárius állam kollektivista erői ellen folytatott harcra összpontosít. Ez meghozta a zenekarnak az áttörést, viszont sok nem várt kritikát hozott, főleg azért, mert Peart a példaképétől, Ayn Randtől vett át dolgokat. Voltak figyelemre méltó visszhangok, főleg az angol sajtótól, a hetvenes évek végén, amikor még "divatban" volt a kollektivizmus, főleg a sajtóban – mondja Peart. Ők 'Kis fasisztáknak', meg 'Hitler imádóknak' hívtak minket. Ez volt a teljes sokk számomra.
Belefáradt a vádakba, amik fasisztának és ideológiai inváziónak nevezte Rand filozófiáját, az objektivizmust, ezért Peart emlékeztette hallgatóit az eklektikájára és a függetlenségére az interjúkban. Nem tudta, azonban megpróbálta megvédeni Rand nézeteit: Már a kezdet kezdetén is hatással voltak rám Ayn Rand írásai, de ezt nem szabad eltúlozni. Nem vagyok a tanítványa.
Az 1980-as Permanent Waves albummal kapcsolatban, Peart azt mondta, hogy az dalszövegeiben használt fantasy- és ősi mitológiai témákat. Az 1981-es Moving Pictures album megmutatta, hogy Peartöt még mindig érdeklik a hősi, mitológiai alakok, de most áttette őket a modern és valós környezetbe. A "Limelight" című dal az azonos című albumról, Peart fenntartásait mutatja be a saját népszerűségével és a hírnévvel járó nyomással kapcsolatban. A Permanent Waves-től kezdve Peart dalszövegei a társadalmi, érzelmi és humanitárius kérdések körül forog, és általában objektív szempontból nézi a dolgokat, metaforák és jelképes ábrázolások alkalmazásával.
Az 1984-es Grace Under Pressure a Holokauszt ("Red Sector A") és a közeli barátok halálának ("Afterimage") témáját pedzegeti. Az 1987-es Hold Your Fire-ban, az 1989-es Prestóban, az 1991-es Roll the Bonesban, és az 1993-as Counterpartsban, Peart folytatja a különböző lírai motívumok feltárását mint a szerelem és a kapcsolatok ("Open Secrets", "Ghost of a Chance", "Speed of Love", "Cold Fire", "Alien Shore"), amik neki szándékosan kimaradtak, mert szerinte csak egy sztereotípia az egész. Azonban a 2002-es Vapor Trailsben erősen foglalkozik magánéletéről, kombinálva más humanitárius témákkal, mint a 2001. szeptember 11-ei terrortámadások ("Peaceable Kingdom"). A zenekar 2007-es albuma, a Snakes & Arrows, Peart véleményét fogalmazza meg a hitről és a vallásról.
A vélemények Peart dalszövegiről mindig is megoszlottak. Míg a rajongók intelligensnek és átgondoltnak nevezik meg, néhány kritikus túl kidolgozottnak hívta. Példa rá, hogy 2007-ben a Blender magazin másodiknak választotta "a legrosszabb szövegírók a rocktörténelemben" listáján.

## Politikai nézetei
Peartöt még soha nem látták nyilvánosan politikussal Kanada, vagy az Egyesült Államok területén. Mégis, politikai és filozófiai nézeteit gyakran elemzik a Rushon, vagy más forrásokon keresztül. Peartöt gyakran minősítik objektivistaként és Ayn Rand csodálójaként. Ennek nagy része a Rush 1970-es évekbeli munkáján, főleg az "Anthem" című dalon és a 2112 című albumon alapul, az utóbbi kifejezetten jóváhagyja "Ayn Rand zsenijét". Ugyanakkor egy 1994-es interjújában, Peart elhatárolta magát az objektivizmustól, kijelentve, hogy ő "senkinek sem a tanítványa".
Bár Peartre gyakran hivatkoznak úgy, hogy a "konzervatív" és a "republikánus" rocksztár, ő 2005-ben magát balra hajló libertariánusnak nevezte, ezért néha libertariánus hírességnek is nevezik.

## Könyvei
Peart szokott könyveket írni, eddig négy könyvét adták ki, az utolsót 2006 szeptemberében. A kiadott munkák előtt írásai (a Rush-béli munkáját nem beleértve) csak személyes levelek és útleírások voltak, amiket a baráti körének és a családjának küldött. Peart első könyve a The Masked Rider: Cycling in West Africa, 1996-ban íródott, egy egy hónapos kerékpártúráról, ami Kamerunban volt 1988 novemberében. Peart részletesen beszámol a városokról és a falvakról. Az eredeti csak korlátozott példányszámban jelent meg, de második könyve kritikai és kereskedelmi sikere után újra kiadták.
Miután elvesztette feleségét és (az akkor még) egyetlen lányát, Peart megírta Ghost Rider: Travels on the Healing Road című művét. Peart és a zenekar többi tagja mindig képes volt külön választani magánéletét a Rushtól. Azonban, a "Ghost Rider"-ben, Peart egy BMW R1100GS motorkerékpárral az úton azon gondolkozik, miképp tudná összerakni romokban heverő életét.
Eldöntötte, hogy megint utazni fog, de most autóval, hogy eltöprengjen életéről, a karrierjéről, és a családjáról, és a zenéről. Ennek eredményeként megszületett harmadik könyve, a Traveling Music: The Soundtrack Of My Life And Times. Ebből a könyvből levonható, hogy Peart még mindig hatása alatt van a történteknek, de építi újra az életét. Ahogy az előző két könyv, ez is első személyben íródott.
Harminc évvel azután, hogy Peart csatlakozott a Rushhoz, a zenekar elindult "R30: 30th anniversary tour" elnevezésű turnéjára. Az erről szóló könyv, a Roadshow: Landscape With Drums, A Concert Tour By Motorcycle 2006 szeptemberében jelent meg.

## DVD-k
Eltekintve a Rush videóitól, Peart két oktató-DVD-t adott ki:
- A Work in Progress. Miami, Florida: Warner Bros. Publications. 2002. ISBN 0757990290 Eredetileg VHS-en jelent meg 1996-ban, aztán kiadták újra DVD-n, 2002-ben.
- Anatomy of A Drum Solo S.l.: Hudson Music: Forgalmazza: Hal Leonard. 2005. ISBN 1423407008

## Díjak
Peart, a Modern Drummer olvasóinak szavazása alapján a következő díjakat nyerte el:
- Halhatatlanok csarnoka: 1983
- Legjobb rockdobos: 1980, 1981, 1982, 1983, 1984, 1985, 1986, 2006, 2008
- Legjobb ütőhangszeres (bármilyen ütőhangszeren): 1983, 1984, 1985, 1986
- Legjobb ütőhangszeres zenész: 1982
- Legígéretesebb új dobos: 1980
- Legjobb zenész: 1986
- 1986 Honor Roll: rockdobos, ütőhangszeres
- Legjobb oktató videó: 2006, az Anatomy of A Drum Solo-ért
- Az 1980-as évek és 2007 legjobb dobfelvétele, az "YYZ" -ért az Exit...Stage Left-ről
- Legjobb felvétel:
  - 1980: Permanent Waves
  - 1981: Moving Pictures
  - 1982: Exit...Stage Left
  - 1983: Signals
  - 1985: Grace Under Pressure
  - 1986: Power Windows
  - 1988: Hold Your Fire
  - 1989: A Show of Hands
  - 1990: Presto
  - 1992: Roll the Bones
  - 1993: Counterparts
  - 1997: Test for Echo
  - 1999: Different Stages
  - 2002: Vapor Trails
  - 2004: R30
  - 2007: Snakes & Arrows

Peart a DRUM! magazintól a következő díjakat kapta 2007-ben:
- Az év dobosa
- Legjobb progresszívrock-dobos
- Legjobb élő előadás
- Legjobb DVD (Anatomy Of A Drum Solo)
- Legjobb dobos album (Snakes & Arrows)

Peart a DRUM! magazintól a következő díjakat kapta 2008-ban:
- Az év dobosa
- Legjobb progresszívrock-dobos (második)
- Legjobb Mainstream Pop dobos (második)
- Legjobb élő dobelőadás

Peart a DRUM! magazintól a következő díjakat kapta 2009-ben:
- Az év dobosa
- Legjobb progresszívrock-dobos

Peart a DRUM! magazintól a következő díjakat kapta 2010-ben:
- Az év dobosa
- Legjobb élő előadás (második)
- Legjobb progresszívrock-dobos (második)

A zenekar többi tagjával együtt megkapta a "Kanadai érdemrend" tiszti rangját, 1996. május 9-én. Ők az elsők, akik csoportosan nyerték el a díjat. Peart be lett iktatva a "Canadian Songwriter Hall of Fame"-be, Lifesonnal és Leevel együtt.

## Fordítás
- Ez a szócikk részben vagy egészben  a   Neil Peart című angol Wikipédia-szócikk fordításán alapul.  Az eredeti cikk szerkesztőit annak laptörténete sorolja fel. Ez a jelzés csupán a megfogalmazás eredetét és a szerzői jogokat jelzi, nem szolgál a cikkben szereplő információk forrásmegjelöléseként.